# Оборудуду, Блессинг
Блессинг Оборудуду (англ. Blessing Oborududu; род. 12 марта 1989, Нигерия) — нигерийская спортсменка (вольная борьба), серебряный призёр Олимпийских игр 2020 года в Токио, 13-кратный чемпион Африки.

## Карьера
Является многократной чемпионкой Африки. В мае 2017 года в Баку, одолев в финале турчанку Хафизе Шахин стала победителем Исламских игр. В апреле 2021 года в тунисском Хаммамете на африканском и океанском олимпийский отборочный турнире к Олимпийским играм в Токио Оборудуду завоевала лицензию. 3 августа 2021 года проиграв в финале американке Тамире Менса стала серебряным призёром Олимпийских игр.

## Достижения
- Чемпионат Африки по борьбе 2009 — ;
- Чемпионат Африки по борьбе 2010 — ;
- Чемпионат Африки по борьбе 2011 — ;
- Олимпийские игры 2012 — 18;
- Чемпионат Африки по борьбе 2013 — ;
- Чемпионат Африки по борьбе 2014 — ;
- Чемпионат Африки по борьбе 2015 — ;
- Африканские игры 2015 — ;
- Чемпионат Африки по борьбе 2016 — ;
- Олимпийские игры 2016 — 14;
- Чемпионат Африки по борьбе 2017 — ;
- Игры исламской солидарности 2017 — ;
- Чемпионат Африки по борьбе 2018 — ;
- Чемпионат Африки по борьбе 2019 — ;
- Африканские игры 2019 — ;
- Чемпионат Африки по борьбе 2020 — ;
- Олимпийские игры 2020 — ;
- Чемпионат Африки по борьбе 2022 — ;
- Чемпионат Африки по борьбе 2023 — ;